# Antoni Broniowski
Antoni Broniowski (Broniewski) herbu Tarnawa – chorąży żydaczowski w latach 1769–1782, pisarz grodzki halicki w 1761 roku, stolnik żydaczowski w latach 1765–1769, skarbnik żydaczowski w latach 1750–1765, sędzia kapturowy ziemi lwowskiej w 1764 roku.